# Anna Anthropy
Anna Anthropy (...) è un'autrice di videogiochi statunitense.
Nota anche con i nomi Auntie Pixelante, Dessgeega, Ancil Anthropy è anche scrittrice e tra i suoi videogiochi vi sono Mighty Jill Off e Dys4ia.

## Carriera

### Designer di videogiochi
Nel 2010, mentre lavora con Koduco, una società di sviluppo di videogiochi basata a San Francisco, Anthropy partecipa allo sviluppo del gioco per iPad Pong Vaders. Nel 2011 esce con Lesbian Spider Queens of Mars, un omaggio al videogioco arcade Wizard of Wor del 1981 della Midway con un tema queer e «some fun commentary on master-slave dynamics» ("qualche battuta divertente sulle dinamiche padrone-schiavo"). Nel 2012 esce con Dys4ia, un gioco autobiografico sulla sua esperienza di terapia ormonale sostitutiva che «[allows] the player to experience a simulation or approximation of what she went through» ("[permette] al giocatore di fare un'esperienza di simulazione o appropriazione di ciò attraverso il quale è passato"). Anthropy dichiara che i suoi giochi esplorano la relazioni tra sadismi e game design e li autodefinisce come qualcosa che sfida le aspettative sul giocatore rispetto a ciò che uno sviluppatore dovrebbe creare e rispetto a come un giocatore dovrebbe essere rimproverato per i suoi errori.

### Rise of the Videogame Zinesters
Il primo libro di Anthropy Rise of the Videogame Zinesters è pubblicato nel 2012. In un'intervista al tempo dell'uscita del libro, Anthropy spiega che il libro promuove l'idea di «small, interesting, personal experiences by hobbyist authors … Zinesters exists to be a kind of ambassador for that idea of what video games can be» ("esperienze piccole, interessanti, personali di autori amatoriali… Zinesters esiste per essere una specie di ambasciatore dell'idea di cosa i videogiochi potrebbero essere"). Il libro inoltre sviluppa una dettagliata analisi delle meccaniche e delle potenzialità dei giochi digitali, inclusa l'idea che i giochi possano essere utili quanto può esserlo il teatro rispetto ad un film (Anthropy dice "There is always a scene called World 1-2, although each performance of World 1-2 will be different" - "C'è sempre una scena chiamata Mondo 1-2, anche se ogni performance di Mondo 1-2 sarà diversa") e il ruolo delle opportunità nei giochi.

## Videogiochi
- Afternoon in the House of Secrets[8]
- And the Robot Horse You Rode In On[9]
- Calamity Annie[1]
- Dys4ia[10]
- Encyclopedia Fuckme and the Case of the Vanishing Entree
- Gay Cats Go to the Weird Weird Woods[11]
- The Hunt for the Gay Planet[12]
- Keep Me Occupied[13]
- Mighty Jill Off[14]
- Ohmygod Are You Alright[15]
- Police Bear[16]
- Pong Vaders (on iTunes)[2][3]
- Redder[17]
- When Pigs Fly[18]